# Friederike Tomasini
Friederike Caroline Charlotte Louise Georgine Ernestine Tomasini, verheiratete Görner (* 9. Mai 1810 in Neustrelitz; † 20. März 1886 ebenda) war eine deutsche Opernsängerin (Koloratursopran).

## Leben
Friederike Tomasini wurde in eine Musikerfamilie hinein geboren: ihr Vater war der Violinvirtuose Luigi Tomasini, ihre Mutter die Sopranistin Sophie Tomasini (geb. Croll, Groll, Kroll). Die Eltern waren die „Stars“ am Mecklenburgisch-Strelitzschen Hoftheater.
Schon sehr früh zeigte sich Friederikes musische Begabung. Sie spielte Violine und Klavier und erhielt von der Mutter ihren ersten Gesangsunterricht. Im Alter von 16 Jahren debütierte Friederike Tomasini am 12. November 1826 in ihrer Vaterstadt als „Lorezza“ in der Oper Johann von Paris. Großherzog Georg schickte die junge Sängerin auf eigene Kosten zur Weiterbildung nach München. Nach ihrer Rückkehr brillierte sie bis zur Schließung des Hoftheaters 1848, zwischenzeitlich zur herzoglichen Kammersängerin ernannt, in allen großen Rollen ihres Faches. Danach trat sie überwiegend in Hofkonzerten auf. Angebote großer deutscher Opernbühnen, sie als festes Ensemblemitglied anzustellen, lehnte die Sängerin ab, da sie ihre Heimat nicht verlassen wollte.
Am 22. Mai 1832 heiratete die Sängerin den Schauspieler und Direktor des Neustrelitzer Hoftheaters Karl August Görner. Aus der Ehe, die 1856 geschieden wurde, gingen fünf Kinder hervor, von denen sich die Söhne Max und Georg dem Schauspielberufe widmeten. Familienlegenden zufolge soll Friederike Tomasini eine Mätresse des Großherzogs Georg gewesen sein.
Die weit über das (Teil-)Großherzogtum Mecklenburg-Strelitz hinaus bekannte Künstlerin gastierte auf allen großen deutschen Bühnen/Hoftheatern, etwa in  München, Berlin,  Dresden, Stuttgart, Mannheim, Weimar und Coburg. Dabei brillierte sie insbesondere in Opern von Francois Adrien Boieldieu, Gaetano Donizetti, Wolfgang Amadeus Mozart, Christoph Willibald Gluck, Carl Maria von Weber und Gioachino Rossini.
Die in den 1950/1960er Jahren bekannte Schauspielerin und Sängerin Christine Görner ist ihre Urenkelin.